# Seznam vlád Česka
Seznam vlád Česka obsahuje přehled vlád České socialistické republiky a České republiky od roku 1969. V předchozích obdobích neměla Česká (socialistická) republika samostatnou vládu. Původně však působila v rámci československého uspořádání jen s omezenými pravomocemi. Po rozdělení od 1. ledna 1993 je nejvyšším orgánem výkonné moci v České republice. V období socialistických vlád byl nejdéle sloužícím předsedou vlády Josef Korčák (1970–1987), novodobě pak Václav Klaus (celkem 2010 dní), následovaný Andrejem Babišem (1472 dní), Milošem Zemanem (1459 dní) a Bohuslavem Sobotkou (1426 dní).

## Česká socialistická republika (1969–1990)
- vláda Stanislava Rázla (8. ledna 1969 – 29. září 1969, předseda Stanislav Rázl)
- vláda Josefa Kempného a Josefa Korčáka (29. září 1969 – 9. prosince 1971, předseda Josef Kempný, od 28. ledna 1970 Josef Korčák)
- druhá vláda Josefa Korčáka (9. prosince 1971 – 4. listopadu 1976, předseda Josef Korčák)
- třetí vláda Josefa Korčáka (4. listopadu 1976 – 18. června 1981, předseda Josef Korčák)
- čtvrtá vláda Josefa Korčáka (18. června 1981 – 18. června 1986, předseda Josef Korčák)
- vláda Josefa Korčáka, Ladislava Adamce, Františka Pitry a Petra Pitharta (18. června 1986 – 29. června 1990, předseda Josef Korčák, od 20. března 1987 Ladislav Adamec, od 12. října 1988 František Pitra, od 6. února 1990 Petr Pithart)

## Česká republika v rámci federace (1990–1993)
Název Česká republika měl český národní stát od 6. března 1990. 
- vláda Josefa Korčáka, Ladislava Adamce, Františka Pitry a Petra Pitharta (18. června 1986 – 29. června 1990, od 6. února 1990 byl předsedou Petr Pithart) Do zpočátku čistě komunistické vlády byli na konci roku 1989 jmenování zástupci Občanského fóra.

volby do České národní rady 8. a 9. června 1990
- druhá vláda Petra Pitharta (29. června 1990 – 2. července 1992)

koalice OF/Občanské hnutí + ODS + KDS – 124/200 křesel
volby do České národní rady 5. a 6. června 1992
- první vláda Václava Klause (2. července 1992 – 4. července 1996)

koalice ODS-KDS + KDU-ČSL + ODA – 105/200 křesel

## Samostatná Česká republika (od 1993)
Česká republika se osamostatnila 1. ledna 1993. Od téhož dne platí Ústava České republiky. Česká národní rada vyhlásila kontinuitu s Českou republikou existující předtím v rámci federace, takže dosavadní vláda České republiky působila kontinuálně i po zániku federace a funkci Parlamentu České republiky převzala dosavadní Česká národní rada.

### Přehled vlád samostatné České republiky
| Pořadí | Název vlády                 | Období                     | Doba (dny) | Počet členů | Důvěra sněmovny (pro/přítomno) | Důvod demise                                                              | Strany                                                           | Poznámky                                     |
| ------ | --------------------------- | -------------------------- | ---------- | ----------- | ------------------------------ | ------------------------------------------------------------------------- | ---------------------------------------------------------------- | -------------------------------------------- |
| 1.     | první vláda Václava Klause  | 2. 7. 1992 – 4. 7. 1996    | 1463       | 19          | 106/200                        | volby do PS PČR 1996                                                      | ODS, KDS, ODA, KDU-ČSL                                           |                                              |
| 2.     | druhá vláda Václava Klause  | 4. 7. 1996 – 2. 1. 1998    | 547        | 15/16       | 98/138                         | aféra s financováním ODS, odchod ODA a KDU-ČSL z koalice                  | ODS, ODA, KDU-ČSL                                                | tolerance ČSSD: 61 poslanců                  |
| 3.     | vláda Josefa Tošovského     | 2. 1. 1998 – 22. 7. 1998   | 201        | 17/19       | 123/197                        | volby do PS PČR 1998                                                      | nestr., US (původně ODS), ODA, KDU-ČSL                           | tzv. úřednická                               |
| 4.     | vláda Miloše Zemana         | 22. 7. 1998 – 15. 7. 2002  | 1454       | 17/19       | 73/136                         | volby do PS PČR 2002                                                      | ČSSD                                                             | opoziční smlouva, tolerance ODS: 63 poslanců |
| 5.     | vláda Vladimíra Špidly      | 15. 7. 2002 – 4. 8. 2004   | 751        | 18          | 101/199                        | demise premiéra po propadu ČSSD ve volbách do EP 2004                     | ČSSD, US-DEU, KDU-ČSL                                            |                                              |
| 6.     | vláda Stanislava Grosse     | 4. 8. 2004 – 25. 4. 2005   | 264        | 18          | 101/200                        | aféra Stanislava Grosse                                                   | ČSSD, US-DEU, KDU-ČSL                                            |                                              |
| 7.     | vláda Jiřího Paroubka       | 25. 4. 2005 – 4. 9. 2006   | 497        | 18          | 101/200                        | volby do PS PČR 2006                                                      | ČSSD, US-DEU, KDU-ČSL                                            |                                              |
| 8.     | první vláda Mirka Topolánka | 4. 9. 2006 – 9. 1. 2007    | 127        | 15          | 96/195                         | vládě nebyla vyslovena důvěra                                             | ODS, nestr.                                                      |                                              |
| 9.     | druhá vláda Mirka Topolánka | 9. 1. 2007 – 8. 5. 2009    | 850        | 18          | 100/198                        | vládě byla vyslovena nedůvěra (101/197)                                   | ODS, KDU-ČSL, SZ, nestr.                                         | předsednictví Radě EU                        |
| 10.    | vláda Jana Fischera         | 8. 5. 2009 – 13. 7. 2010   | 431        | 18          | 156/194                        | volby do PS PČR 2010                                                      | nestraníci nominovaní ODS, ČSSD a SZ                             | tzv. úřednická, předsednictví Radě EU        |
| 11.    | vláda Petra Nečase          | 13. 7. 2010 – 10. 7. 2013  | 1093       | 15/16/17    | 118/200                        | demise premiéra po zatčení jeho spolupracovnice Jany Nagyové; aféra v ODS | ODS, TOP 09, LIDEM (pův. VV), nestr.                             |                                              |
| 12.    | vláda Jiřího Rusnoka        | 10. 7. 2013 – 29. 1. 2014  | 203        | 15          | 93/193                         | vládě nebyla vyslovena důvěra                                             | nestr. (3 pozastavené členství v ČSSD), KDU-ČSL                  | tzv. úřednická                               |
| 13.    | vláda Bohuslava Sobotky     | 29. 1. 2014 – 13. 12. 2017 | 1414       | 17          | 110/181                        | volby do PS PČR 2017                                                      | ČSSD, ANO, KDU-ČSL, nestr.                                       |                                              |
| 14.    | první vláda Andreje Babiše  | 13. 12. 2017 – 27. 6. 2018 | 196        | 15          | 78/195                         | vládě nebyla vyslovena důvěra                                             | ANO, nestr.                                                      |                                              |
| 15.    | druhá vláda Andreje Babiše  | 27. 6. 2018 – 17. 12. 2021 | 1269       | 14/15       | 105/196                        | volby do PS PČR 2021                                                      | ANO, ČSSD                                                        | tolerance KSČM: 15 poslanců                  |
| 16.    | vláda Petra Fialy           | 17. 12. 2021 – úřadující   | 1272       | 17/18       | 106/193                        |                                                                           | SPOLU (ODS, KDU-ČSL, TOP 09), Piráti a Starostové (Piráti, STAN) | předsednictví Radě EU                        |

### Předseda vlády Václav Klaus
- první vláda Václava Klause (2. července 1992 – 4. července 1996)

volby 31. května a 1. června 1996 do Poslanecké sněmovny
- druhá vláda Václava Klause (4. července 1996 – 2. ledna 1998)
menšinová vláda koalice ODS + KDU-ČSL + ODA – 99/200 křesel; tolerance ČSSD – 61 křesel

finanční skandály ODS, demise vlády

### Předseda vlády Josef Tošovský
- vláda Josefa Tošovského (2. ledna – 22. července 1998),
přechodná vláda

tzv. úřednická vláda
předčasné volby 19. a 20. června 1998 do Poslanecké sněmovny

### Předseda vlády Miloš Zeman
- vláda Miloše Zemana (22. července 1998 – 15. července 2002),
menšinová vláda ČSSD – 74/200 křesel; tolerance ODS – 63 křesel (tzv. opoziční smlouva)

volby 14. a 15. června 2002 do Poslanecké sněmovny

### Předseda vlády Vladimír Špidla
- vláda Vladimíra Špidly (15. července 2002 – 4. srpna 2004),
koalice ČSSD + KDU-ČSL + US-DEU – 101/200 křesel

Volby do Evropského parlamentu v Česku 2004, propad ČSSD, spory ve straně a následně Špidlova rezignace

### Předseda vlády Stanislav Gross
- vláda Stanislava Grosse (4. srpna 2004 – 25. dubna 2005),
koalice ČSSD + KDU-ČSL + US-DEU – 101/200 křesel

Grossova aféra a vládní krize

### Předseda vlády Jiří Paroubek
- vláda Jiřího Paroubka (25. dubna 2005 – 16. srpen 2006; od 16. srpna do 4. září 2006 podle čl. 62 písm. d) Ústavy České republiky dočasně pověřena vykonáváním funkce),
koalice ČSSD + KDU-ČSL + US-DEU – 101/200 křesel

volby 2. a 3. června 2006 do Poslanecké sněmovny

### Předseda vlády Mirek Topolánek
- První vláda Mirka Topolánka (4. září 2006 – 11. října 2006),
menšinová vláda ODS – 81/200 křesel; vládě však nebyla Poslaneckou sněmovnou 3. října 2006 vyslovena důvěra. Od 11. října 2006 podle čl. 62 písm. d) Ústavy České republiky dočasně pověřena vykonáváním funkce.

- Druhá vláda Mirka Topolánka (9. ledna 2007 – 26. března 2009),
koalice ODS + KDU-ČSL + SZ – 100/200 křesel; avšak 24. března 2009 jí byla Poslaneckou sněmovnou vyslovena nedůvěra. Premiér Topolánek však podal demisi vlády do rukou prezidenta Klause až o 2 dny později, tj. 26. března kvůli své nepřítomnosti v ČR – zúčastnil se tedy ještě jako oficiální premiér ČR a zároveň předseda rady EU důležitého jednání ve Štrasburku. Topolánkova vláda byla podle čl. 62 písm. d) Ústavy České republiky dočasně pověřena vykonáváním funkce jako vláda v demisi. Topolánek, v té době hlavní postava v Evropě (v rámci Českého předsednictví EU působil jako předseda rady EU), tak směl zastupovat ČR v nejdůležitějších událostech předsednictví podle dohody politických stran až do 9. května 2009, historickou událostí byl summit EU s USA, kterého se zúčastnili zástupci všech zemí EU a který Topolánek ještě jako předseda rady EU inicioval a poté i absolvoval 5. dubna 2009 v Praze.

### Předseda vlády Jan Fischer
- vláda Jana Fischera (8. května 2009 – 13. července 2010),
tvořená nestraníky, 10. června 2010 se ministryně zdravotnictví stala členkou ODS; premiér jmenován 9. dubna 2009, podle dohody politických stran měla být nová vláda jmenována 9. května 2009, prezident Václav Klaus poté posunul termín na 8. května, kdy nový kabinet jmenoval.
  - Dne 25. června 2010 podal premiér Jan Fischer demisi do rukou prezidenta Václava Klause, jenž vládu pověřil vedením země do jmenování nové vlády.

tzv. úřednická vláda
volby 28. a 29. května 2010 do Poslanecké sněmovny

### Předseda vlády Petr Nečas
- vláda Petra Nečase (13. července 2010 – 10. července 2013),
koalice ODS + TOP 09 + Věci veřejné – 118/200 křesel; v neděli 27. června 2010 oznámil prezident Václav Klaus, že novým předsedou vlády 28. června 2010 jmenuje Petra Nečase,[1] což se i stalo.[2] Petr Nečas byl již 4. června 2010 prezidentem pověřen sestavit vládu.[3], 12. července podepsána koaliční smlouva, 13. července prezident republiky jmenoval členy vlády.
  - Dne 17. dubna 2012 došlo k rozdělení strany Věci veřejné, ve vládě pokračovala koalice ODS + TOP 09 + LIDEM – 98/200 křesel (k 21. 12. 2012). Vládu při hlasováních podporovali nezařazení poslanci (původně za ODS: P. Bém, R. Fiala, M. Doktor, R. Pekárek; původně za VV: J. Škárka, M. Šťovíček, K. Kočí, J. Dobeš). To znamená, že vláda neměla jasnou většinu, ale byla podporována nezařazenými poslanci.
  - K pádu vlády vedla tzv. kauza Nagyová poté, co byla 13. června 2013 jednou ze zadržených a následně obviněných vrchní ředitelka Sekce kabinetu předsedy vlády Jana Nagyová.
  - Dne 17. června 2013 podal Petr Nečas demisi do rukou prezidenta Miloše Zemana. Ten demisi přijal a zároveň pověřil Nečase a ministry výkonem funkce do jmenování nové vlády.[4]

### Předseda vlády Jiří Rusnok
- vláda Jiřího Rusnoka (10. července 2013 – 29. ledna 2014),
tvořená převážně nestraníky. Ministr T. Podivínský byl členem KDU-ČSL, ministři M. Benešová, J. Kohout a F. Koníček se vstupem do vlády přerušili své členství v ČSSD. Poslanecká sněmovna nevyslovila 7. srpna 2013 vládě důvěru.
- tzv. úřednická vláda nebo vláda odborníků
- na rozdíl od všech předchozích vlád (politických i úřednických) nevznikla z vůle parlamentních stran, ale na základě vlastního rozhodnutí prezidenta republiky, proto bývá někdy označována jako prezidentská vláda
- Několik ministrů následně kandidovalo v říjnových předčasných sněmovních volbách:
  - nestraníci M. Pecina, F. Koníček, M. Toman, F. Lukl a Z. Žák na kandidátce SPOZ,
  - nestranička M. Benešová na kandidátce ČSSD,
  - T. Podivínský na kandidátce KDU-ČSL jako člen lidové strany.

předčasné volby 25. a 26. října 2013 do Poslanecké sněmovny

### Předseda vlády Bohuslav Sobotka
- vláda Bohuslava Sobotky (29. ledna 2014 – 13. prosince 2017),
koalice ČSSD + ANO + KDU-ČSL + nestraníci – 111/200 křesel, vládě byla dne 18. února 2014 Poslaneckou sněmovnou vyslovena důvěra (pro bylo 110 ze 181 přítomných poslanců).
- Po volbách podala dne 29. listopadu 2017 dle Ústavy demisi, kterou prezident 5. prosince 2017 přijal.

volby 20. a 21. října 2017 do Poslanecké sněmovny

### Předseda vlády Andrej Babiš
- první vláda Andreje Babiše (13. prosince 2017 – 27. června 2018),
menšinová vláda ANO + nestraníci – 78/200 křesel. Dne 16. ledna 2018 nebyla vládě Poslaneckou sněmovnou vyslovena důvěra (pro bylo 78 z 195 přítomných poslanců).
Dne 24. ledna 2018 přijal prezident Miloš Zeman demisi vlády a pověřil Andreje Babiše jednáním o sestavení nové vlády.

- druhá vláda Andreje Babiše (27. června 2018 – 17. prosince 2021),
menšinová vláda koalice ANO + ČSSD + nestraníci – 93/200 křesel, tolerance KSČM (15 poslanců). Vládě byla dne 12. července 2018 Poslaneckou sněmovnou vyslovena důvěra (pro bylo 105 ze 196 přítomných poslanců).
- Po volbách podala dne 11. listopadu 2021 dle Ústavy demisi, kterou prezident toho dne přijal.

volby 8. a 9. října 2021 do Poslanecké sněmovny

### Předseda vlády Petr Fiala
- vláda Petra Fialy (úřadující od 17. prosince 2021),
koalice uskupení SPOLU (ODS, KDU-ČSL, TOP 09) a Piráti a Starostové (Piráti, STAN) – 108/200 křesel, vládě byla dne 13. ledna 2022 Poslaneckou sněmovnou vyslovena důvěra (pro bylo 106 ze 193 přítomných poslanců).